# Un corbeau de toutes couleurs
Un corbeau de toutes couleurs est un recueil de nouvelles fantastiques de l'écrivain Claude Seignolle et paru en 1962 aux éditions Denoël avec une préface de Lawrence Durrell.
Ce recueil regroupe les nouvelles suivantes :
- Le Bahut noir (1958).
- Le Diable en sabots (1959).
- L'Âme boiteuse (1962).
- Ce que me raconta Jacob (1962).
- Le Chupador (1960).

Ce recueil a été traduit en espagnol sous le titre Un cuervo de todos los colores (traduction de Ramón Hernández), éd. Plaza & Janés, coll. La Botella Errante, 1re de 1964, 284 p. Outre la préface de Lawrence Durrel, il comprend, dans le même ordre :
- El baúl negro.
- El diablo con zuecos.
- El alma coja.
- Lo que me contó Jacob.
- El chupador.